# Joachim Ringelnatz
Joachim Ringelnatz (7. srpna 1883 Wurzen – 17. listopadu 1934 Berlín) byl německý básník, výtvarník a jevištní komik, výrazný představitel bohémského života Výmarské republiky, jehož tvorba byla ovlivněna expresionismem a dadaismem. Vešel ve známost také pod jinými pseudonymy, a to např. Pinko Meyer, Fritz Dörry, či Gustav Hester.

## Život a dílo

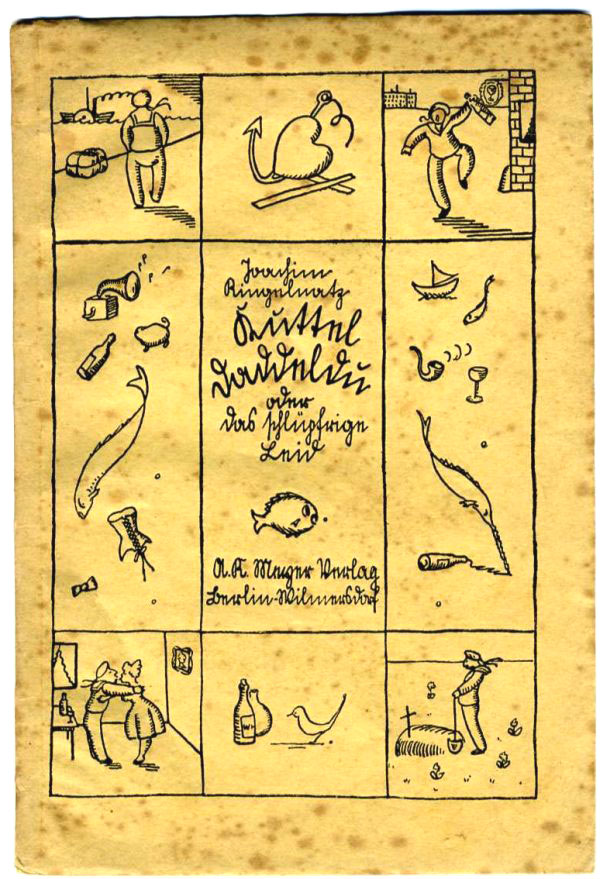
Ringelnatz, Joachim. Kuttel Daddeldu (obálka knihy)

Narodil se jako Hans Bötticher (jeho otec Georg Bötticher byl úspěšný autor a ilustrátor dětských knih), pseudonym si zvolil podle německého výrazu Ringelnatter, označujícího užovku obojkovou. Nedokončil studia na gymnáziu v Lipsku, utekl z domu a stal se námořníkem. Do Německa se vrátil v roce 1905, často střídal bydliště (Berlín, Mnichov, Frankfurt nad Mohanem) i zaměstnání (byl dělníkem, úředníkem, turistickým průvodcem, knihovníkem i kočovným komediantem). V roce 1909 získal angažmá v mnichovském kabaretu Simplicissimus a roku 1910 vydal svoji první knihu básní. Jeho tvorba byla plná nonsensů a slovních hříček, zesměšňovala zavedené autority.
Vytvořil postavu svérázného námořníka jménem Kuttel Daddeldu, který vystupoval v jeho knihách a jevištních výstupech jako drsně upřímný glosátor okolního dění. Psal také romány, divadelní hry a vzpomínky na své cesty po světě, originální byla díky používání černého humoru jeho tvorba pro děti.
Za první světové války sloužil na minolovce, poté podpořil listopadovou revoluci a z armády odešel. Spolu se svou manželkou Muschelkalk Ringelnatzovou jezdil na satirická představení po celém Německu, často vystupoval se svými vyprávěními v rozhlase, živil se také prodejem svých obrazů. Patřil do okruhu avantgardní skupiny Novembergruppe, založené roku 1918, psal texty pro vokální skupinu Comedian Harmonists, mezi jeho přátele patřili Max Reinhardt, Paul Wegener, Asta Nielsenová, Jules Pascin, Otto Dix, Kurt Tucholsky a další významní umělci. Známý byl jeho okázalý a výstřední životní styl, kontrastující s jeho skromnými výdělky. Po nástupu nacistů k moci byl Ringelnatz zařazen mezi představitele zvrhlého umění a bylo mu znemožňováno veřejné vystupování, krátce na to zemřel na tuberkulózu.
V Cuxhavenu bylo roku 2002 otevřeno Ringelnatzovo muzeum, uděluje se také literární cena s jeho jménem. Německá pošta vydala ke 125. výročí Ringelnatzova narození známku s jeho portrétem.

### České překlady
V češtině vyšla kniha Ringelnatzových básní v překladech Josefa Hiršala pod názvem Stará láska nerezaví (1999), byl také jedním z autorů, které germanista Radek Malý zařadil do svého výboru německé absurdní poezie nazvaného Malé lalulá (2014).

## Galerie

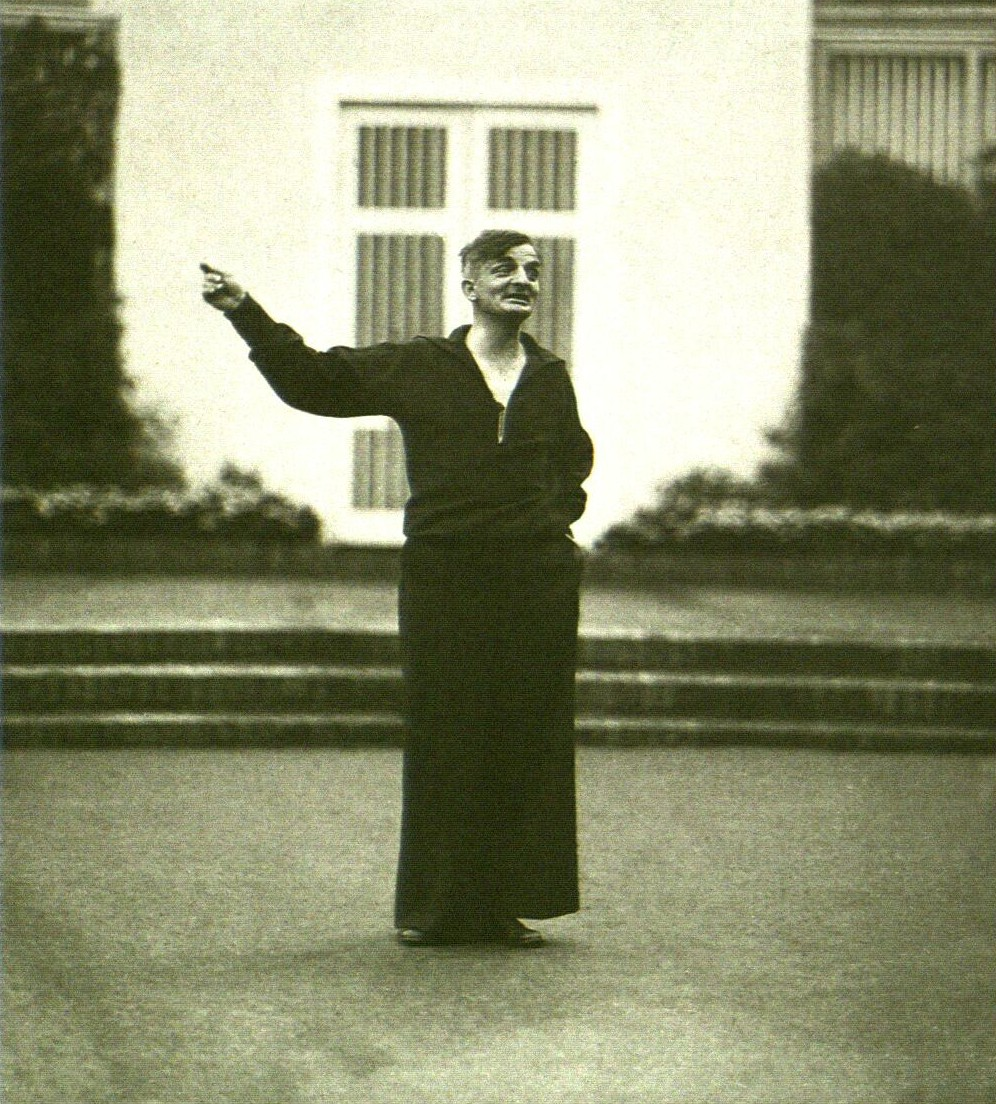
Joachim Ringelnatz v roce 1926
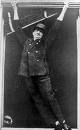
Joachim Ringelnatz
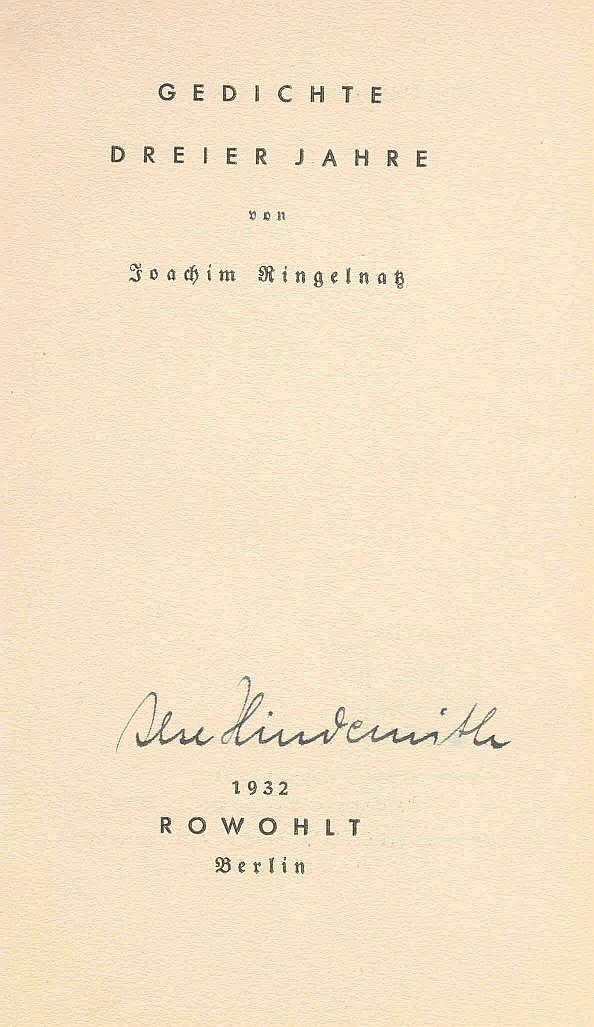
Ringelnatz, J. Gedichte dreier Jahre (1932)
- Ringelnatz, J. Die gebatikte Schusterpastete (1921)
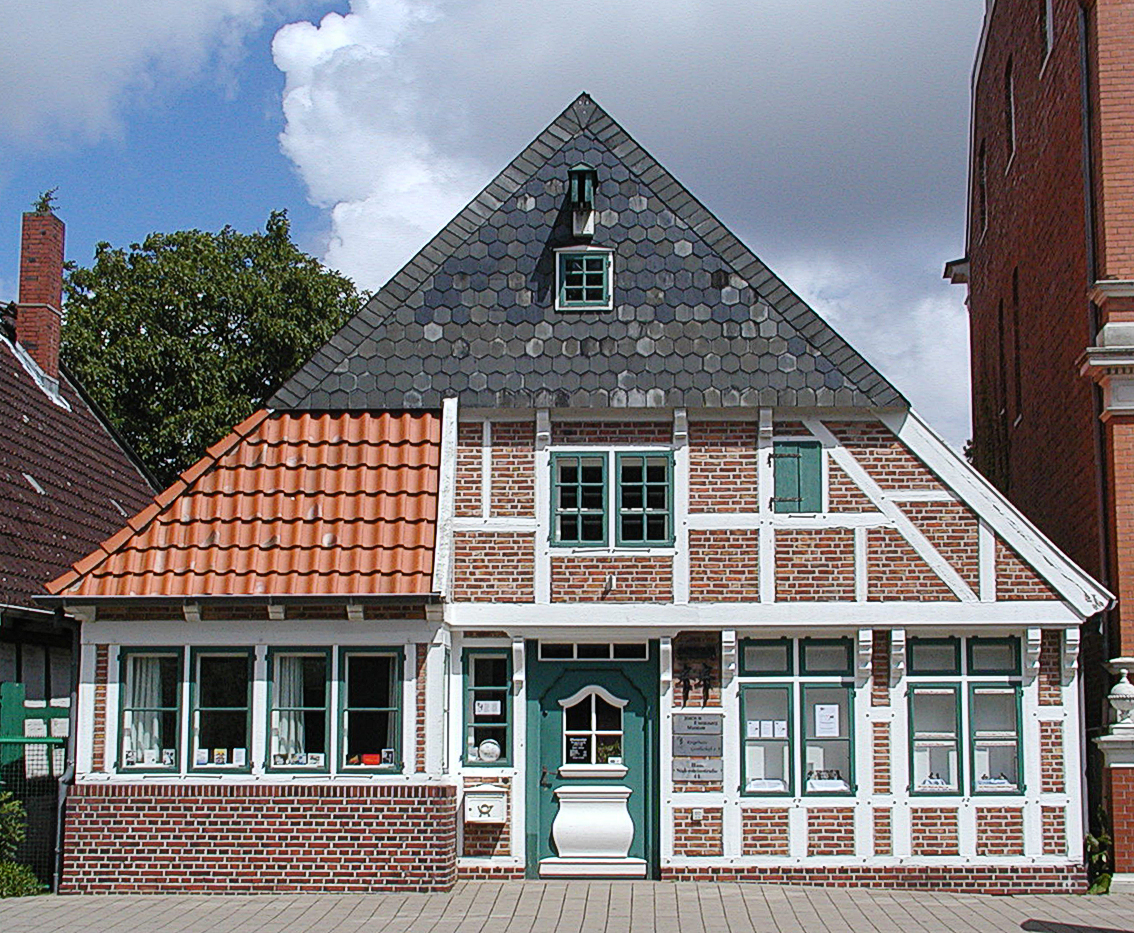
Ringelnatzovo muzeum v Cuxhavenu